# Nataša Krsmanović

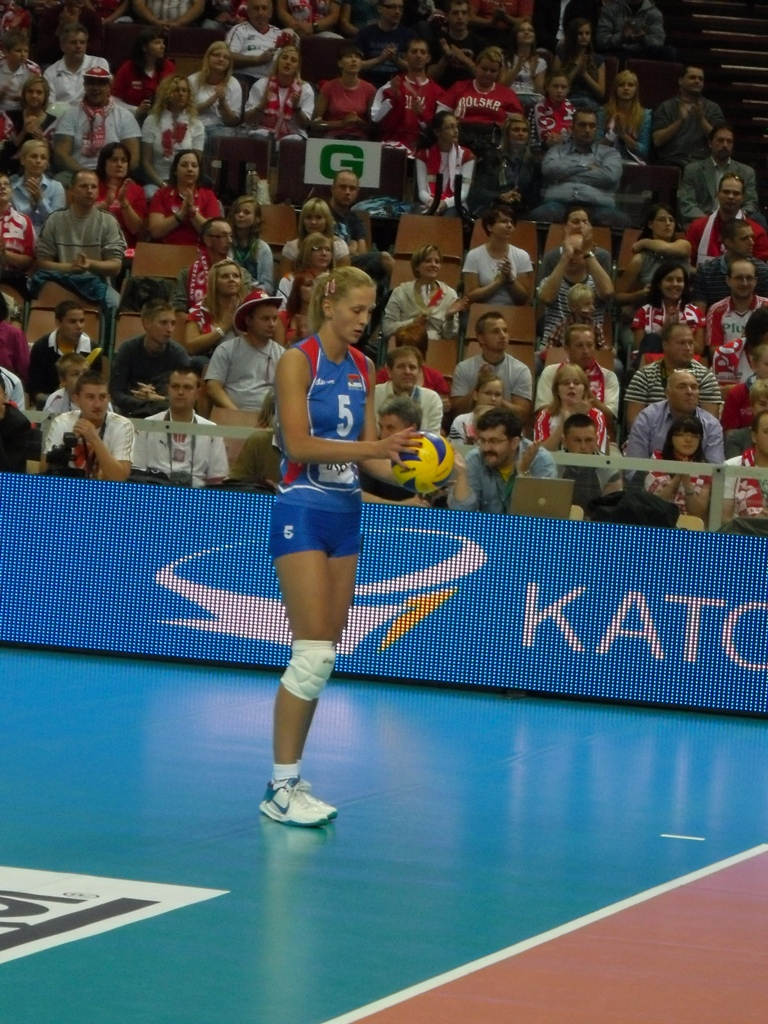
Nataša Krsmanović przed wykonywaniem zagrywki w reprezentacji Serbii

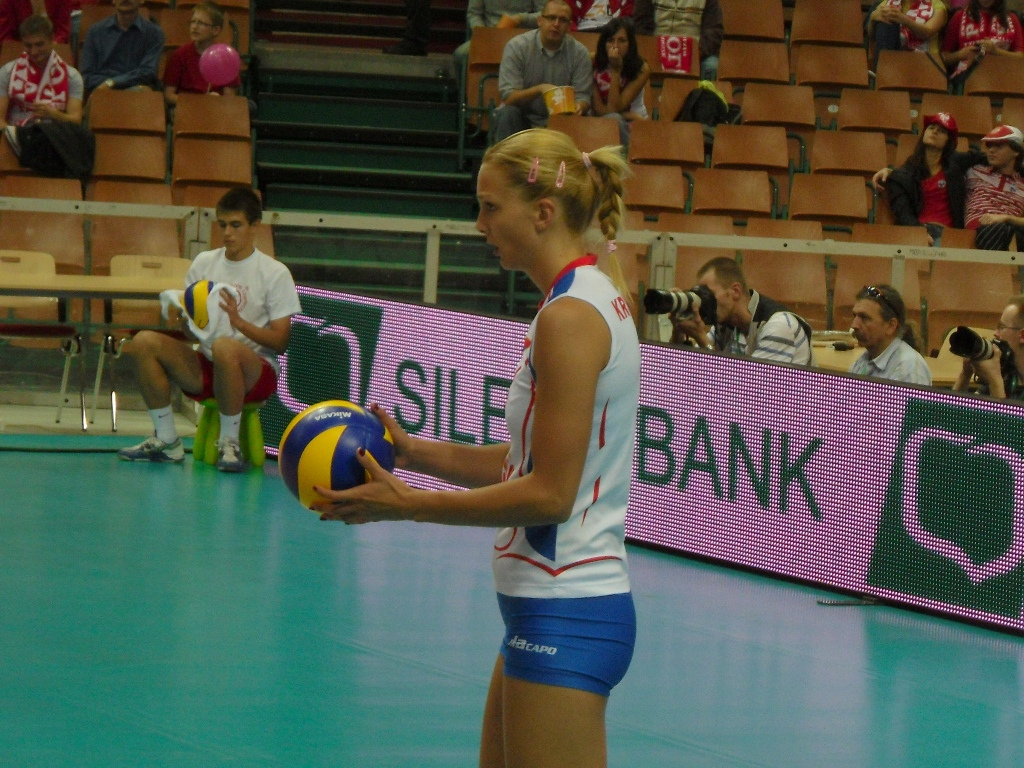
Nataša Krsmanović przed wykonywaniem zagrywki w reprezentacji Serbii

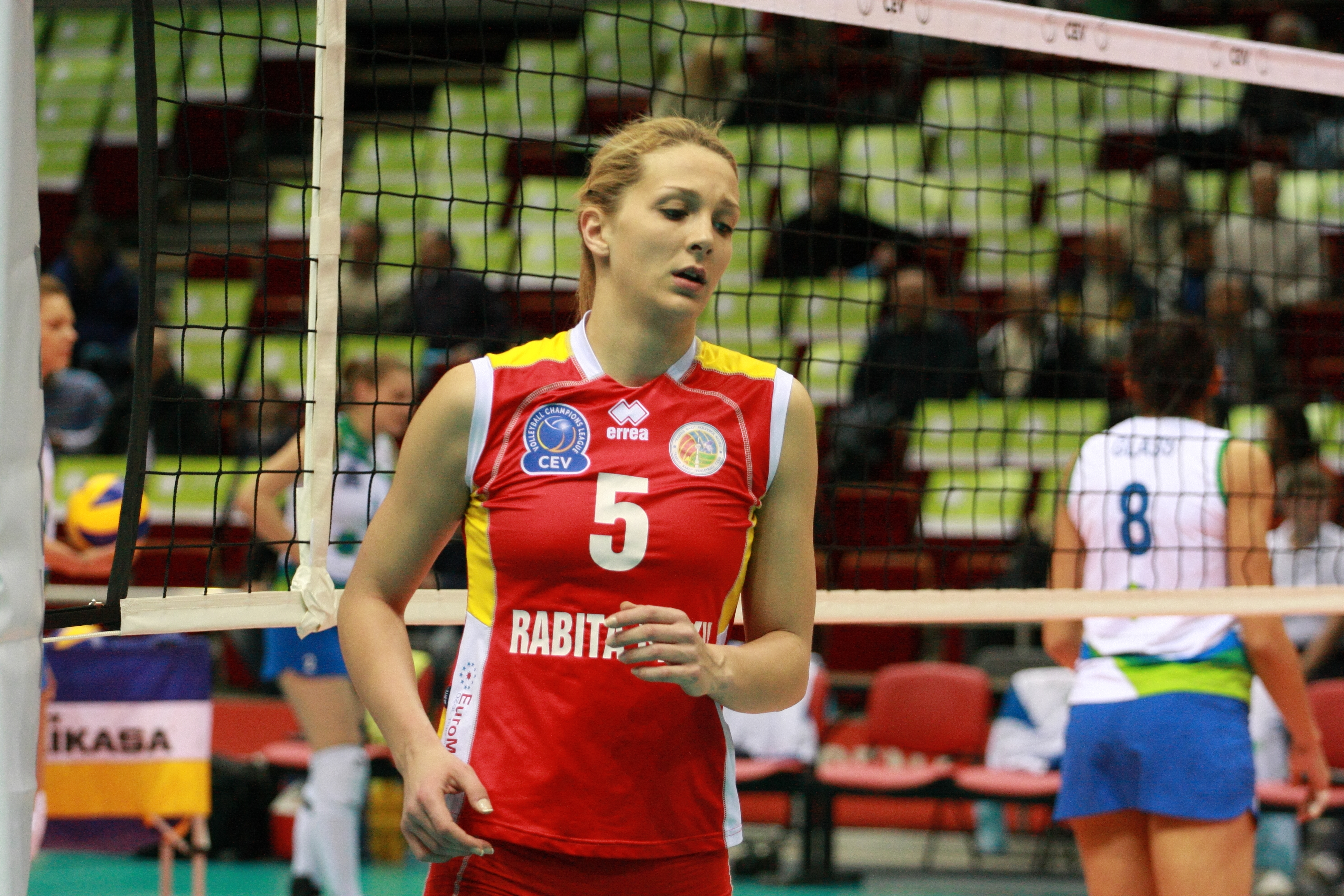
Nataša Krsmanović zawodniczką Rabitą Baku

Nataša Krsmanović (cyr. Наташа Крсмановић) (ur. 19 czerwca 1985 w m. Titovo Užice) – serbska siatkarka, reprezentantka kraju.
W 2006 roku zdobyła brązowy medal na Mistrzostwach Świata, a także srebrny medal na Mistrzostwach Europy w 2007 i złoty na Mistrzostwach Europy w 2011. 

## Przebieg kariery
| Lata                 | Klub                     |
| -------------------- | ------------------------ |
| 2001–2004            | OK Jedinstvo Užice       |
| 2004–2009            | Voléro Zurych            |
| 2009–2010            | Galatasaray SK           |
| 2010–2015            | Rabita Baku              |
| 2015 (do 30.12.2015) | Beijing BAW              |
| 2016 (od 15.01.2016) | Il Bisonte Firenze       |
| 2017–2018            | Seramiksan Spor Turgutlu |
| 2018 (od 20.03.2018) | CS Volei Alba-Blaj       |
| 2019 (od 15.02.2019) | Eczacıbaşı Stambuł       |

## Sukcesy klubowe
Mistrzostwo Serbii i Czarnogóry:
- 2001

Puchar Serbii i Czarnogóry:
- 2003

Puchar Szwajcarii:
- 2005, 2006, 2007, 2008, 2009

Mistrzostwo Szwajcarii:
- 2005, 2006, 2007, 2008, 2009

Superpuchar Szwajcarii:
- 2006

Puchar Challenge:
- 2010

Liga Mistrzyń:
- 2011, 2013, 2018
- 2014

Mistrzostwo Azerbejdżanu:
- 2011, 2012, 2013, 2014, 2015

Klubowe Mistrzostwo Świata:
- 2011
- 2012

Puchar Turcji:
- 2019

Mistrzostwo Turcji:
- 2019

## Sukcesy reprezentacyjne
Mistrzostwa Świata:
- 2006

Mistrzostwa Europy:
- 2011
- 2007

Letnia Uniwersjada:
- 2009

Liga Europejska:
- 2010, 2011
- 2012

Grand Prix:
- 2011, 2013

## Sukcesy indywidualne
- 2011: Najlepsza blokująca Ligi Europejskiej
- 2013: Najlepsza blokująca turnieju finałowego Ligi Mistrzyń